# Jan-Hein Strop
Jan-Hein Strop is een Nederlandse onderzoeksjournalist en marketeer. 
Strop werkte na zijn opleiding Rechten als financieel-economisch journalist. Hij deed dat voor Het Financieele Dagblad en later voor het journalistieke platform Follow the Money.
Als financieel-economisch journalist hield hij zich bezig met de rentederivaten-affaire. Zijn onderzoek leidde tot een grote compensatieregeling voor het Midden en Klein Bedrijf. Als marketeer was hij oprichter van LegalDutch, een marketingplatform voor advocaten.

## Onderzoeksjournalist en schrijver
Samen met Stefan Vermeulen schreef hij Sywerts miljoenen - De jacht op het mondkapjesgoud. Aan het begin van de coronapandemie beloofden CDA-lid Sywert van Lienden, Bernd Damme en Camille van Gestel met hun stichting Hulptroepen Alliantie en een groep vrijwilligers en bedrijven als uitzendbureau Randstad en Coolblue ‘om niet’ het mondkapjestekort in Nederland te bestrijden. Het tweetal onthulde dat de commerciële Alliantie miljoenen aan de deal had verdiend. De onthulling leidde tot veel politieke ophef.

## Erkenning
In 2020 won hij met Eelke van Ark de journalistieke prijs De Tegel. Zij kregen deze erkenning voor hun artikel Testen, testen, testen - alleen als het farmaceut Roche behaagt. Ze kregen de prijs in de categorie Nieuws, en verdienden voor dit onderzoek tevens de Publieksprijs. In hun onderzoek toonden ze aan dat veel ziekenhuislaboratoria afhankelijk waren van farmaceut Roche om te kunnen testen op corona. Het leidde er uiteindelijk toe dat Roche de recept alsnog vrijgaf waardoor er veel meer coronatesten in Nederland konden worden uitgevoerd. Voor de onthullingen over De mondkapjesaffaire kreeg hij in 2021 samen met Stefan Vermeulen een Tegel in de categorie Publieksprijs.

## Prijzen
- De Tegel (2021) Publieksprijs voor De mondkapjesaffaire
- De Tegel (2020) Nieuws
- De Tegel (2020) Publieksprijs